# ساندی تلگراف
ساندی تلگراف (انگلیسی: The Sunday Telegraph) شرکت انتشارات بریتانیایی است، که در سال ۱۹۶۱ تأسیس شد.